# Tyrone Washington
Tyrone Lamar Washington (St. Louis, 16 settembre 1976) è un ex cestista statunitense, professionista in Europa e in Asia.

## Carriera
È stato selezionato dagli Houston Rockets al secondo giro del Draft NBA 1999 (44ª scelta assoluta).